# Winter-Paralympics 1984/Skilanglauf
Bei den III. Winter-Paralympics wurden zwischen dem 14. und 20. Januar 1984 in Innsbruck 35 Wettkämpfe im Skilanglauf ausgetragen.

## Medaillenspiegel
| Platz | Land               | Goldmedaille | Silbermedaille | Bronzemedaille | Gesamt |
| ----- | ------------------ | ------------ | -------------- | -------------- | ------ |
| 1     | Finnland           | 12           | 9              | 6              | 27     |
| 2     | Österreich         | 8            | 8              | 5              | 21     |
| 3     | Norwegen           | 6            | 3              | 2              | 11     |
| 4     | BR Deutschland     | 3            | 8              | 2              | 13     |
| 5     | Polen              | 3            | 2              | 4              | 9      |
| 6     | Frankreich         | 2            | 0              | 0              | 2      |
| 7     | Schweden           | 1            | 1              | 4              | 6      |
| 8     | Schweiz            | –            | 3              | 9              | 12     |
| 9     | Vereinigte Staaten | –            | 1              | –              | 1      |
| 10    | Großbritannien     | –            | –              | 1              | 1      |

## Klassifizierungen
| Klasse | Einstufungen |
| ------ | --- |
| LW2    | Stehend, Eine Beinamputation oberhalb des Knies                                                                   |
| LW3    | Stehend, Beidseitige Beinamputation, leichte Zerebralparese oder ähnliche Einschränkungen                         |
| LW4    | Stehend, Eine Beinamputation unterhalb des Knies                                                                  |
| LW5/7  | Stehend, Beidseitige Armamputation                                                                                |
| LW6/8  | Stehend, Eine Armamputation                                                                                       |
| LW9    | Stehend, Eine Arm- und eine Beinamputation bzw. eine Beeinträchtigung in einem Arm und einem Bein                 |
| Gr I   | Sitzend, Querschnittlähmung mit keiner oder nur eingeschränkter Oberbauchfunktion und fehlendem Sitzgleichgewicht |
| Gr II  | Sitzend, Querschnittlähmung mit Sitzgleichgewicht                                                                 |
| B1     | Sehbehindert, kein Restsehvermögen                                                                                |
| B2     | Sehbehindert, zwischen 3 und 5 % Restsehvermögen                                                                  |

## Frauen

### LW4
| Disziplin | Gold             | Silber           | Bronze       |
| --------- | ---------------- | ---------------- | ------------ |
| 5 km      | Liisa Mäkelä     | Annelise Tenzler | Monika Wälti |
| 10 km     | Annelise Tenzler | Liisa Mäkelä     | Monika Wälti |

### LW6/8
| Disziplin | Gold       | Silber             | Bronze             |
| --------- | ---------- | ------------------ | ------------------ |
| 5 km      | Alli Hatva | Dorothea Neuweiler | Barbara Chmielecka |
| 10 km     | Alli Hatva | Dorothea Neuweiler | Barbara Chmielecka |

### Gr II
| Disziplin | Gold           | Silber            | Bronze            |
| --------- | -------------- | ----------------- | ----------------- |
| 2,5 km    | Hildegard Fetz | Johanna Ratzinger | Karoline Pavlicek |
| 5 km      | Hildegard Fetz | Johanna Ratzinger | Karoline Pavlicek |

### B1
| Disziplin | Gold            | Silber        | Bronze           |
| --------- | --------------- | ------------- | ---------------- |
| 5 km      | Kirsti Pennanen | Margret Heger | Marianne Edfeldt |
| 10 km     | Kirsti Pennanen | Margret Heger | Doris Campbell   |

### B2
| Disziplin | Gold               | Silber             | Bronze         |
| --------- | ------------------ | ------------------ | -------------- |
| 5 km      | Kyllikki Luhtapuro | Desiree Johansson  | Tarja Hovinen  |
| 10 km     | Desiree Johansson  | Kyllikki Luhtapuro | Renata Hönisch |

### LW2-9
| Disziplin      | Gold                                                          | Silber                                           | Bronze |
| -------------- | ------------------------------------------------------------- | ------------------------------------------------ | ------ |
| 3×5 km Staffel | PolenBarbara Chmielecka Jolanta Kochanaowska Henryka Sadowska | SchweizHeidi Aviolat Monika Waelti Yvonne Wyssen | —      |

### B1-2
| Disziplin      | Gold                                                                   | Silber                                                                         | Bronze |
| -------------- | ---------------------------------------------------------------------- | ------------------------------------------------------------------------------ | ------ |
| 4×5 km Staffel | ÖsterreichDoris Campbell Margaret Heger Renata Hönisch Marianne Kriegl | Vereinigte StaatenBarbara Lewis Laura Oftedahl Jean Parker Billie Ruth Schlank | —      |

## Männer

### LW2
| Disziplin | Gold              | Silber            | Bronze          |
| --------- | ----------------- | ----------------- | --------------- |
| 5 km      | Pertti Sankilampi | Samuli Kämi       | Ari Mustonen    |
| 10 km     | Samuli Kämi       | Pertti Sankilampi | Tauno Seppaenen |

### LW3
| Disziplin | Gold                 | Silber              | Bronze              |
| --------- | -------------------- | ------------------- | ------------------- |
| 5 km      | Marianne Niedzwiadek | Kazimierz Wyszowski | Czeslav Kwiatkowski |
| 10 km     | Marianne Niedzwiadek | Kazimierz Wyszowski | Czeslav Kwiatkowski |

### LW4
| Disziplin | Gold            | Silber          | Bronze          |
| --------- | --------------- | --------------- | --------------- |
| 5 km      | Veikko Jantunen | Svein Lilleberg | Reinhold Schwer |
| 10 km     | Svein Lilleberg | Reinhold Schwer | Veikko Jantunen |

### LW5/7
| Disziplin | Gold           | Silber          | Bronze          |
| --------- | -------------- | --------------- | --------------- |
| 5 km      | Pierre Delaval | Frank Rawiel    | Horst Morokutti |
| 10 km     | Pierre Delaval | Horst Morokutti | Frank Rawiel    |

### LW6/8
| Disziplin | Gold       | Silber         | Bronze           |
| --------- | ---------- | -------------- | ---------------- |
| 10 km     | Jouko Grip | Kimmo Kettunen | Heikki Miettinen |
| 20 km     | Jouko Grip | Theo Feger     | Rune Karlsson    |

### LW9
| Disziplin | Gold          | Silber       | Bronze       |
| --------- | ------------- | ------------ | ------------ |
| 5 km      | Ludwig Wagner | Armin Arnold | Peter Kieweg |
| 10 km     | Ludwig Wagner | Armin Arnold | Peter Kieweg |

### Gr I
| Disziplin | Gold           | Silber       | Bronze        |
| --------- | -------------- | ------------ | ------------- |
| 5 km      | Reinhold Sager | Adolf Stuber | Peter Gilomen |
| 10 km     | Reinhold Sager | Adolf Stuber | Heinz Frei    |

### Gr II
| Disziplin | Gold         | Silber           | Bronze          |
| --------- | ------------ | ---------------- | --------------- |
| 5 km      | Georg Freund | Siegwald Mussger | Josef Dietziker |
| 10 km     | Georg Freund | Siegwald Mussger | Josef Dietziker |

### B1
| Disziplin | Gold              | Silber          | Bronze          |
| --------- | ----------------- | --------------- | --------------- |
| 10 km     | Hans Anton Aalien | Martti Juntunen | Peter Young     |
| 20 km     | Hans Anton Aalien | Martti Juntunen | Manuno Sulisalo |

### B2
| Disziplin | Gold        | Silber          | Bronze          |
| --------- | ----------- | --------------- | --------------- |
| 10 km     | Terje Løvås | Gorm Borgersen  | Morten Langerød |
| 20 km     | Terje Løvås | Morten Langerød | Gorm Borgersen  |

### Gr I-II
| Disziplin          | Gold                                                   | Silber                                                    | Bronze                                          |
| ------------------ | ------------------------------------------------------ | --------------------------------------------------------- | ----------------------------------------------- |
| 3 × 2,5 km Staffel | ÖsterreichGeorg Freund Siegwald Mussger Reinhold Sager | ÖsterreichHermann Gaun Josef Siebenhofer Reinhold Wessely | SchweizHeinz Frei Josef Dietziker Peter Gilomen |

### LW2-9
| Disziplin        | Gold                                                               | Silber                                                               | Bronze                                                               |
| ---------------- | ------------------------------------------------------------------ | -------------------------------------------------------------------- | -------------------------------------------------------------------- |
| 4 × 5 km Staffel | FinnlandJouko Grip Veikko Jantunen Kimmo Kettunen Heikki Miettinen | FinnlandSamuli Kämi Lauri Moilanen Pertti Sankilampi Erkki Seppaenen | SchwedenAllan Danielsson Kent Engström Rune Karlsson Bertil Lundmark |

### B1-2
| Disziplin         | Gold                                                                | Silber                                                          | Bronze                                                            |
| ----------------- | ------------------------------------------------------------------- | --------------------------------------------------------------- | ----------------------------------------------------------------- |
| 4 × 10 km Staffel | NorwegenHans Anton Aalien Gorm Borgersen Terje Løvås Olai Myklebust | FinnlandIsmo Alanko Martti Juntunen Mauno Sulisalo Teuvo Talmia | SchwedenYngve Eriksson Ove Karlsson Ake Pettersson George Witthof |